# توني كونينغهام
توني كونينغهام (بالإنجليزية: Tony Cunningham)‏ (مواليد 12 نوفمبر 1957) هو لاعب كرة قدم جامايكي، يلعب في مركز الهجوم، لعب مع بولتون واندررز وشيفيلد وينزداي ومانشستر سيتي ونادي بارنسلي ونادي بلاكبول ونادي بوري ونادي دونكاستر روفرز ونادي روذرهام يونايتد ونيوكاسل يونايتد ونادي غاينسبورو ترينيتي ونادي كيدرمينستر هاريرز لكرة القدم ولينكولن سيتي أف سي ونادي ستوربريدج وويكمب وندررز.

## وصلات خارجية
- توني كونينغهام على موقع قاعدة بيانات كرة القدم.إي يو (الإنجليزية)
- توني كونينغهام على موقع عالم كرة القدم.نت (الإنجليزية)